# Biorine-Kosiri
Biorine-Kosiri, arheološko nalazište u Biorinama.

## Opis
Arheološko nalazište Biorine nalazi se južno od zaseoka Pržićâ u Biorinama a zapadno od poljskog puta koji vodi do zaseoka Abramovićâ. Riječ je o višeslojnom nalazištu koji ima 2 faze razvoja. Prvu fazu predstavlja prapovijesni (oko 2000. pr. Kr.) tumul promjera oko 30 m. i visine oko 5 m. Drugu fazu predstavlja srednjovjekovno groblje sa stećcima koje se razvija tijekom 14. i 15. st. (do 1600.) na i u neposrednoj blizini tumula. Na tumulu je sačuvano 6 stećaka-sanduka, od kojih je jedan ukrašen velikim križem sa srcolikim završetcima. Tridesetak metara S od tumula nalazi se oko 17 stećaka-sanduka te jedna križina. Na jednom je prikaz mača i štita, dvije životinje, polumjeseca, rozete te križa dok je na drugom prikaz mača i štita.

## Zaštita
Pod oznakom Z-6564 zavedeno je kao nepokretno kulturno dobro - pojedinačno, pravna statusa zaštićena kulturnog dobra, klasificirano kao "arheološka baština".